# Anisotremus
Las chitas (género Anisotremus) son peces marinos de la familia de los haemúlidos, distribuidos por las costas de América, tanto la costa este del océano Pacífico como la costa oeste del Atlántico.
Tienen el cuerpo esbelto y algo comprimido lateralmente, con una longitud corporal máxima entre 15 y 76 cm, con llamativos colores generalmente amarillos y manchas negras en formas de barras, en unas especies verticales y en otras horizontales.

## Especies
Existen diez especies válidas en este género:
- Anisotremus caesius (Jordan y Gilbert, 1882) - Burro mojarro o Roncador dorado.
- Anisotremus davidsonii (Steindachner, 1876) - Burro piedrero o Sargo rayado.
- Anisotremus dovii (Günther, 1864) - Burro rompepaila o Roncador rayado.
- Anisotremus interruptus (Gill, 1862) - Burrito, Burro bacoco, Burro fríjol, Burro ronco o Roncador labio-grueso.
- Anisotremus moricandi (Ranzani, 1842)
- Anisotremus pacifici (Günther, 1864) - Burro carruco, Curruco o Zapato negro.
- Anisotremus scapularis (Tschudi, 1846) - Chita, Corcovado, Roncador peruano o Sargo.
- Anisotremus surinamensis (Bloch, 1791) - Burriquete, Burro pompón, Chopa, Coroncoro o Vieja.
- Anisotremus taeniatus (Gill, 1861) - Burro bandera o Roncador capitán.
- Anisotremus virginicus (Linnaeus, 1758) - Burro catalina o Catalineta.